# Lista planetelor minore/4501–4600
Aceasta este Lista planetelor minore/4501–4600; pentru a naviga prin lista completă vezi Lista planetelor minore.
Pentru ale detalii vezi și Proiect:Astronomie sau Portal:Astronomie.
| Nume                  | Denumire provizorie | Data descoperirii  | Locul descoperirii        | Descoperitor(i)                                        |
| --------------------- | ------------------- | ------------------ | ------------------------- | ------------------------------------------------------ |
| 4501 Eurypylos        | 1989 CJ3            | 4 februarie 1989   | La Silla                  | E. W. Elst                                             |
| 4502 Elizabethann     | 1989 KG             | 29 mai 1989        | Palomar                   | H. E. Holt                                             |
| 4503 Cleobulus        | 1989 WM             | 28 noiembrie 1989  | Palomar                   | C. S. Shoemaker                                        |
| 4504 Jenkinson        | 1989 YO             | 21 decembrie 1989  | Siding Spring             | R. H. McNaught                                         |
| 4505 Okamura          | 1990 DV1            | 20 februarie 1990  | Geisei⁠(d)                 | T. Seki                                                |
| 4506 Hendrie          | 1990 FJ             | 24 martie 1990     | Stakenbridge              | B. G. W. Manning⁠(d)                                    |
| 4507                  | 1990 FV             | 19 martie 1990     | Fujieda                   | H. Shiozawa⁠(d), M. Kizawa⁠(d)                           |
| 4508 Takatsuki        | 1990 FG1            | 27 martie 1990     | Kitami⁠(d)                 | K. Endate, K. Watanabe⁠(d)                              |
| 4509 Gorbatskij       | A917 SG             | 23 septembrie 1917 | Crimea-Simeis⁠(d)          | S. I. Beliavskii                                       |
| 4510 Shawna           | 1930 XK             | 13 decembrie 1930  | Flagstaff⁠(d)              | C. W. Tombaugh                                         |
| 4511 Rembrandt        | 1935 SP1            | 28 septembrie 1935 | Johannesburg⁠(d)           | H. van Gent⁠(d)                                         |
| 4512 Sinuhe           | 1939 BM             | 20 ianuarie 1939   | Turku                     | Y. Väisälä⁠(d)                                          |
| 4513 Louvre           | 1971 QW1            | 30 august 1971     | Nauchnij⁠(d)               | T. M. Smirnova                                         |
| 4514 Vilen            | 1972 HX             | 19 aprilie 1972    | Nauchnij                  | T. M. Smirnova                                         |
| 4515 Khrennikov       | 1973 SD6            | 28 septembrie 1973 | Nauchnij                  | N. S. Cernîh                                           |
| 4516 Pugovkin         | 1973 SN6            | 28 septembrie 1973 | Nauchnij                  | N. S. Cernîh                                           |
| 4517 Ralpharvey       | 1975 SV             | 30 septembrie 1975 | Palomar                   | S. J. Bus                                              |
| 4518 Raikin           | 1976 GP3            | 1 aprilie 1976     | Nauchnij⁠(d)               | N. S. Cernîh                                           |
| 4519 Voronezh         | 1976 YO4            | 18 decembrie 1976  | Nauchnij                  | N. S. Cernîh                                           |
| 4520 Dovzhenko        | 1977 QJ3            | 22 august 1977     | Nauchnij                  | N. S. Cernîh                                           |
| 4521 Akimov           | 1979 FU2            | 29 martie 1979     | Nauchnij                  | N. S. Cernîh                                           |
| 4522 Britastra        | 1980 BM             | 22 ianuarie 1980   | Anderson Mesa             | E. Bowell                                              |
| 4523 MIT              | 1981 DM1            | 28 februarie 1981  | Siding Spring             | S. J. Bus                                              |
| 4524 Barklajdetolli   | 1981 RV4            | 8 septembrie 1981  | Nauchnij⁠(d)               | L. V. Juravliova                                       |
| 4525 Johnbauer        | 1982 JB3            | 15 mai 1982        | Palomar                   | E. F. Helin, E. M. Shoemaker, P. D. Wilder             |
| 4526 Konko            | 1982 KN1            | 22 mai 1982        | Kiso⁠(d)                   | H. Kosai⁠(d), K. Hurukawa⁠(d)                            |
| 4527 Schoenberg       | 1982 OK             | 24 iulie 1982      | Anderson Mesa             | E. Bowell                                              |
| 4528 Berg             | 1983 PP             | 13 august 1983     | Anderson Mesa             | E. Bowell                                              |
| 4529 Webern           | 1984 ED             | 1 martie 1984      | Anderson Mesa             | E. Bowell                                              |
| 4530 Smoluchowski     | 1984 EP             | 1 martie 1984      | Anderson Mesa             | E. Bowell                                              |
| 4531 Asaro            | 1985 FC             | 20 martie 1985     | Palomar                   | C. S. Shoemaker                                        |
| 4532 Copland          | 1985 GM1            | 15 aprilie 1985    | Anderson Mesa             | E. Bowell                                              |
| 4533 Orth             | 1986 EL             | 7 martie 1986      | Palomar                   | C. S. Shoemaker                                        |
| 4534 Rimskij-Korsakov | 1986 PV4            | 6 august 1986      | Nauchnij⁠(d)               | N. S. Cernîh                                           |
| 4535 Adamcarolla      | 1986 QV2            | 28 august 1986     | La Silla                  | H. Debehogne                                           |
| 4536 Drewpinsky       | 1987 DA6            | 22 februarie 1987  | La Silla                  | H. Debehogne                                           |
| 4537 Valgrirasp       | 1987 RR3            | 2 septembrie 1987  | Nauchnij⁠(d)               | L. I. Cernîh                                           |
| 4538                  | 1988 TP             | 10 octombrie 1988  | Toyota                    | K. Suzuki                                              |
| 4539 Miyagino         | 1988 VU1            | 8 noiembrie 1988   | Ayashi Station⁠(d)         | M. Koishikawa⁠(d)                                       |
| 4540 Oriani           | 1988 VY1            | 6 noiembrie 1988   | Bologna⁠(d)                | Osservatorio San Vittore⁠(d)                            |
| 4541 Mizuno           | 1989 AF             | 1 ianuarie 1989    | Toyota                    | K. Suzuki, T. Furuta⁠(d)                                |
| 4542 Mossotti         | 1989 BO             | 30 ianuarie 1989   | Bologna⁠(d)                | Osservatorio San Vittore⁠(d)                            |
| 4543 Phoinix          | 1989 CQ1            | 2 februarie 1989   | Palomar                   | C. S. Shoemaker                                        |
| 4544 Xanthus          | 1989 FB             | 31 martie 1989     | Palomar                   | H. E. Holt, N. G. Thomas⁠(d)                            |
| 4545 Primolevi        | 1989 SB11           | 28 septembrie 1989 | La Silla                  | H. Debehogne                                           |
| 4546 Franck           | 1990 EW2            | 2 martie 1990      | La Silla                  | E. W. Elst                                             |
| 4547 Massachusetts    | 1990 KP             | 16 mai 1990        | JCPM Sapporo              | K. Endate, K. Watanabe⁠(d)                              |
| 4548 Wielen           | 2538 P-L            | 24 septembrie 1960 | Palomar                   | C. J. van Houten, I. van Houten-Groeneveld, T. Gehrels |
| 4549 Burkhardt        | 1276 T-2            | 29 septembrie 1973 | Palomar                   | C. J. van Houten, I. van Houten-Groeneveld, T. Gehrels |
| 4550 Royclarke        | 1977 HH1            | 24 aprilie 1977    | Palomar                   | S. J. Bus                                              |
| 4551 Cochran          | 1979 MC             | 28 iunie 1979      | Anderson Mesa             | E. Bowell                                              |
| 4552 Nabelek          | 1980 JC             | 11 mai 1980        | Kleť                      | A. Mrkos                                               |
| 4553 Doncampbell      | 1982 RH             | 15 septembrie 1982 | Anderson Mesa             | E. Bowell                                              |
| 4554 Fanynka          | 1986 UT             | 28 octombrie 1986  | Kleť                      | A. Mrkos                                               |
| 4555                  | 1987 QL             | 24 august 1987     | Palomar                   | S. Singer-Brewster⁠(d)                                  |
| 4556 Gumilyov         | 1987 QW10           | 27 august 1987     | Nauchnij⁠(d)               | L. G. Karacikina                                       |
| 4557 Mika             | 1987 XD             | 14 decembrie 1987  | Kitami⁠(d)                 | M. Yanai⁠(d), K. Watanabe⁠(d)                            |
| 4558 Janesick         | 1988 NF             | 12 iulie 1988      | Palomar                   | A. Maury⁠(d), J. Mueller⁠(d)                             |
| 4559 Strauss          | 1989 AP6            | 11 ianuarie 1989   | Tautenburg Observatory⁠(d) | F. Börngen                                             |
| 4560 Klyuchevskij     | 1976 YD2            | 16 decembrie 1976  | Nauchnij⁠(d)               | L. I. Cernîh                                           |
| 4561 Lemeshev         | 1978 RY5            | 13 septembrie 1978 | Nauchnij                  | N. S. Cernîh                                           |
| 4562 Poleungkuk       | 1979 UD2            | 21 octombrie 1979  | Nanking⁠(d)                | Purple Mountain Observatory⁠(d)                         |
| 4563 Kahnia           | 1980 OG             | 17 iulie 1980      | Anderson Mesa             | E. Bowell                                              |
| 4564 Clayton          | 1981 ET16           | 6 martie 1981      | Siding Spring             | S. J. Bus                                              |
| 4565 Grossman         | 1981 EZ17           | 2 martie 1981      | Siding Spring             | S. J. Bus                                              |
| 4566 Chaokuangpiu     | 1981 WM4            | 27 noiembrie 1981  | Nanking⁠(d)                | Purple Mountain Observatory⁠(d)                         |
| 4567 Bečvář           | 1982 SO1            | 17 septembrie 1982 | Kleť                      | M. Mahrová⁠(d)                                          |
| 4568 Menkaure         | 1983 RY3            | 2 septembrie 1983  | Anderson Mesa             | N. G. Thomas⁠(d)                                        |
| 4569 Baerbel          | 1985 GV1            | 15 aprilie 1985    | Palomar                   | C. S. Shoemaker                                        |
| 4570 Runcorn          | 1985 PR             | 14 august 1985     | Anderson Mesa             | E. Bowell                                              |
| 4571 Grumiaux         | 1985 RY3            | 8 septembrie 1985  | La Silla                  | H. Debehogne                                           |
| 4572 Brage            | 1986 RF             | 8 septembrie 1986  | Brorfelde⁠(d)              | P. Jensen⁠(d)                                           |
| 4573 Piešťany         | 1986 TP6            | 5 octombrie 1986   | Piwnice                   | M. Antal⁠(d)                                            |
| 4574 Yoshinaka        | 1986 YB             | 20 decembrie 1986  | Ojima⁠(d)                  | T. Niijima⁠(d), T. Urata                                |
| 4575 Broman           | 1987 ME1            | 26 iunie 1987      | Palomar                   | E. F. Helin                                            |
| 4576 Yanotoyohiko     | 1988 CC             | 10 februarie 1988  | Chiyoda⁠(d)                | T. Kojima⁠(d)                                           |
| 4577 Chikako          | 1988 WG             | 30 noiembrie 1988  | Yatsugatake⁠(d)            | Y. Kushida⁠(d), M. Inoue⁠(d)                             |
| 4578 Kurashiki        | 1988 XL1            | 7 decembrie 1988   | Geisei⁠(d)                 | T. Seki                                                |
| 4579 Puccini          | 1989 AT6            | 11 ianuarie 1989   | Tautenburg Observatory⁠(d) | F. Börngen                                             |
| 4580 Child            | 1989 EF             | 4 martie 1989      | Palomar                   | E. F. Helin                                            |
| 4581 Asclepius        | 1989 FC             | 31 martie 1989     | Palomar                   | H. E. Holt, N. G. Thomas⁠(d)                            |
| 4582 Hank             | 1989 FW             | 31 martie 1989     | Palomar                   | C. S. Shoemaker                                        |
| 4583 Lugo             | 1989 RL4            | 1 septembrie 1989  | Smolyan⁠(d)                | Bulgarian National Observatory⁠(d)                      |
| 4584 Akan             | 1990 FA             | 16 martie 1990     | Kushiro                   | M. Matsuyama⁠(d), K. Watanabe⁠(d)                        |
| 4585 Ainonai          | 1990 KQ             | 16 mai 1990        | Kitami⁠(d)                 | K. Endate, K. Watanabe                                 |
| 4586 Gunvor           | 6047 P-L            | 24 septembrie 1960 | Palomar                   | C. J. van Houten, I. van Houten-Groeneveld, T. Gehrels |
| 4587 Rees             | 3239 T-2            | 30 septembrie 1973 | Palomar                   | C. J. van Houten, I. van Houten-Groeneveld, T. Gehrels |
| 4588 Wislicenus       | 1931 EE             | 13 martie 1931     | Heidelberg                | M. F. Wolf                                             |
| 4589 McDowell         | 1933 OB             | 24 iulie 1933      | Heidelberg                | K. Reinmuth                                            |
| 4590 Dimashchegolev   | 1968 OG1            | 25 iulie 1968      | Cerro El Roble⁠(d)         | G. A. Pliughin, I. A. Beliaev                          |
| 4591 Bryantsev        | 1975 VZ             | 1 noiembrie 1975   | Nauchnij⁠(d)               | T. M. Smirnova                                         |
| 4592 Alkissia         | 1979 SQ11           | 24 septembrie 1979 | Nauchnij                  | N. S. Cernîh                                           |
| 4593 Reipurth         | 1980 FV1            | 16 martie 1980     | La Silla                  | C.-I. Lagerkvist⁠(d)                                    |
| 4594 Dashkova         | 1980 KR1            | 17 mai 1980        | Nauchnij⁠(d)               | L. I. Cernîh                                           |
| 4595 Prinz            | 1981 EZ2            | 2 martie 1981      | Siding Spring             | S. J. Bus                                              |
| 4596                  | 1981 QB             | 28 august 1981     | Palomar                   | C. T. Kowal⁠(d)                                         |
| 4597 Consolmagno      | 1983 UA1            | 30 octombrie 1983  | Palomar                   | S. J. Bus                                              |
| 4598 Coradini         | 1985 PG1            | 15 august 1985     | Anderson Mesa             | E. Bowell                                              |
| 4599 Rowan            | 1985 RZ2            | 5 septembrie 1985  | La Silla                  | H. Debehogne                                           |
| 4600 Meadows          | 1985 RE4            | 10 septembrie 1985 | La Silla                  | H. Debehogne                                           |